# Нотр-Дам-ля-Гранд
Нотр-Дам-ля-Гранд (фр. Notre-Dame la Grande) — храм римско-католической церкви во французском городе Пуатье. Имея двойной статус коллегиальной и приходской церкви, он включен в епископат Пуатье. Длина здания храма составляет 57 метров, ширина — 13 метров, высота — 16,5 метров. Украшенный скульптурными группами западный фасад храма признан шедевром религиозного искусства романской эпохи. Внутри церкви стены покрыты росписью.

## Архитектура храма

План церкви Нотр-Дам-ля-Гранд

Регион Пуату был густонаселен уже в романскую эпоху. На северной стене церкви возле водосточного жёлоба можно увидеть античные фрагменты кирпичной кладки. Сооружение было полностью перестроено во второй половине XI-го столетия, в эпоху высокого романского стиля, и торжественно открыто 1086 году будущим папой Урбаном II.
Храм представляет собой трёхнефную базилику. Центральный и боковые нефы перекрыты полуциркульными сводамии; имеют почти равную высоту и покрыты общей двускатной кровлей. Собор невысок и обрамлен скромным венцом из трех маленьких капелл. Архитектура собора напоминает крепостную - стены сделаны огромной толщины, окна - редкие, небольшие, узкие. Впечатление усиливается от венчающей средокрестие тяжелой квадратной в основании трехъярусной башни. Ещё две башни, меньшие по размеру, украшают западный фасад. 
Снаружи к боковым приделам примыкали террасы, создавая эффект двухъярусной базилики. Эти очертания были утрачены при реконструкции в эпоху главенствования готического стиля. По периметру храма возвели крытую галерею с часовнями, пристроенными радиально (показаны белым цветом на плане храма справа), что позволило сохранить часть настенной росписи храма. Крипта XI века, по традиции вырытая под хорами, сохранила фрески того времени. Церковь не имеет трансепта, и на то есть серьёзная причина: с северной стороны храма уже существовали здания, а с южной стороны проходит одна из центральных улиц Пуатье — Гран Рю. На южной стороне церкви частично сохранены врата в романском стиле.

В XI столетии перед южными вратами церкви стояла статуя императора Римской империи Константина Великого. Позже она была заменена новой статуей; была ли вторая фигура точной копией первой неизвестно. Вторая статуя разрушена гугенотами в 1562 году; остатки первой статуи, известной по летописям, были случайно найдены позже. В средневековых летописях упоминается небольшой склеп позади статуи, посвященный Святой Екатерине. 

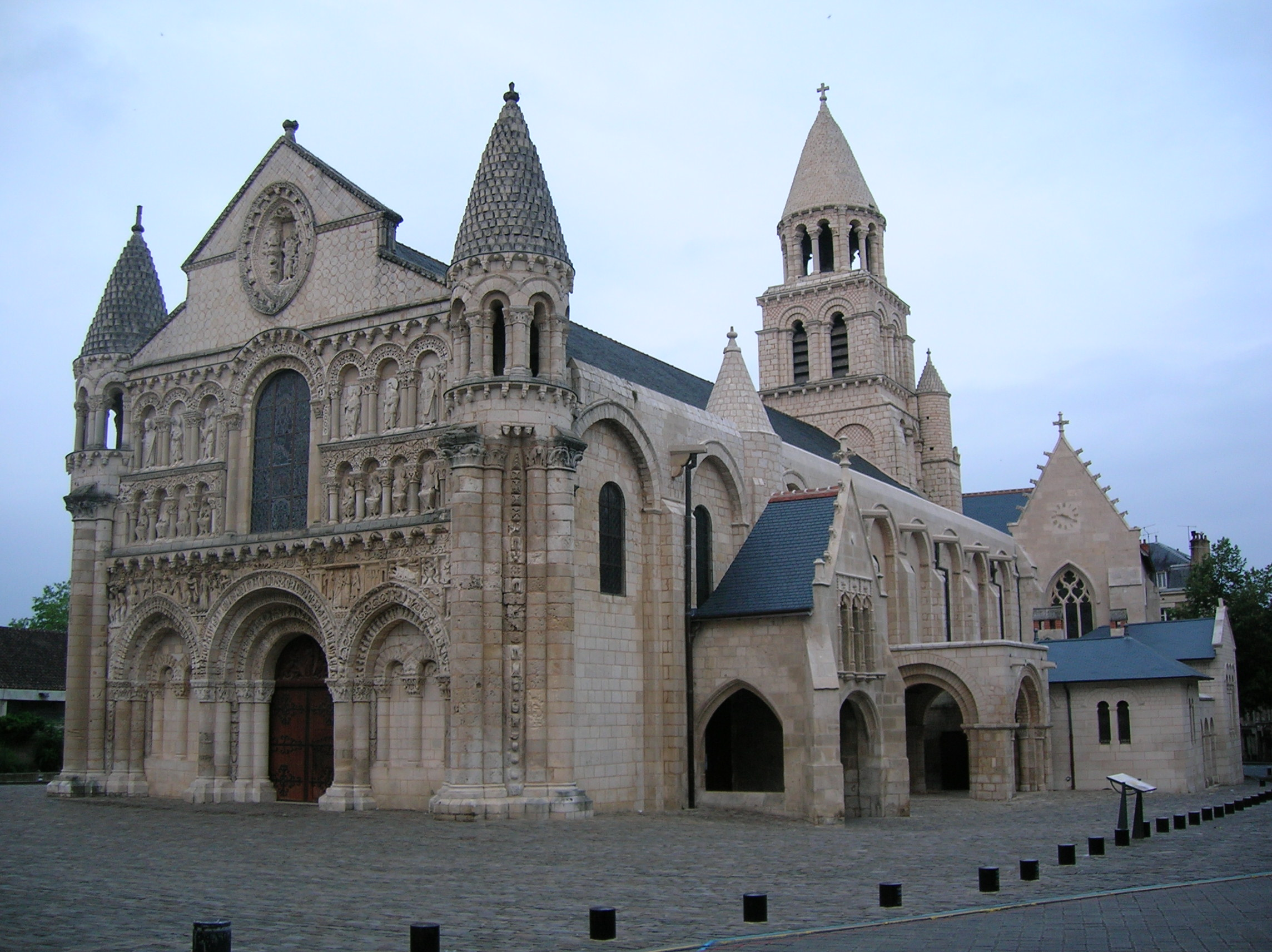
Церковь Нотр-Дам-ля-Гранд, вид с юго-запада

Колокольня церкви датируется XI веком. Первоначально она была значительно заметнее: первый уровень сегодня скрадывается крышами окрестных зданий. Колокольня расположена на месте скрещения, имеет квадратную форму и круговой купол, отделанный черепицей. Купола такого типа, распространенные на юго-западе Франции, часто копировались архитекторами XIX века, к примеру Полем Абади в городах Ангулем, Перигё и Бордо.
Во второй четверти XII века старый портик колокольни, находившийся на её переднем фасаде, разрушили, что позволило расширить церковь на запад, добавив два пролёта. В южной части церкви построили башенку с винтовой лестницей. Именно в этот период был сооружен знаменитый передний фасад церкви.
На северной стороне в XII веке существовал клуатр. Его снесли в 1857 году чтобы построить рынок. Сейчас от него осталась замурованная дверь. Три арки, поддерживаемые колоннами с капителями, имеющими лиственный орнамент, были перемещены во двор университета напротив.
В XV—XVI веках в романскую структуру храма были встроены частные склепы (показаны оранжевым цветом на плане храма справа), выполненные в стиле  пламенеющей готики. Они принадлежали городским семействам среднего класса, ведущим торговлю в городе с времен позднего средневековья. Самый крупный склеп был построен в XV веке в южной части храма Ивоном Безумным, великим Сенешалем Пуату. Его надгробие поместили в склепе до революции.

## Интерьер церкви
Романские фрески сохранились только на куполе апсиды, над хором и в крипте. Над хором можно видеть необычное представление апокалипсиса: Дева Мария и дитя представлены в мандорле, Иисус изображен на своде между кругом и квадратом, а в круге изображен агнец. По кругу под арками изображены Двенадцать апостолов, как и на фасаде церкви. Искусствоведы полагают, что эта роспись являлась моделью для статуй на фасаде, поскольку их расстановка и позиции тел идентичны. По углам ангелы сопровождают души в рай. На фресках в крипте изображены неизвестные святые.
Интерьер церкви был отреставрирован в 1851 году Жоли-Летермом. Он заново разрисовал колонны и своды «романо-византийскими» мотивами под воздействием изображения Крестовых походов в романском искусстве. Эта роспись, отступающая от основных тенденций реставраторов XIX века, была сильно раскритикована современниками. Писатель Жорис Карл Гюисманс назвал её «татуировкой».
Умеренный резной орнамент капителей выполнен в виде стилизованной листвы, называемый «лепестками песчаника». Фигурами украшена только одна капитель, расположенная в галерее в южной части храма. На ней показано Вознесение Господне с Иисусом, представленным в мандорле. В капителях хора заметно влияние античных коринфских капителей. Просматривается имя «Robertus», но значение его неизвестно. В разных местах на колоннах вырезаны распятия.
В часовне Святой Анны, которую ещё называют Часовней Безумного, установлено надгробие с резным раскрашенным изображением Снятия с креста. Оно датируется началом XVI века и перенесено сюда из бывшего аббатства Святой Троицы.

## Предметы внутренней обстановки
После Великой Французской Революции церковь была обставлена заново. Сейчас внутри можно увидеть резную деревянную кафедру XVII века в стиле барокко, переданную из монастыря; два бронзовых пюпитра XVI века. Статуя Девы Марии с ключами датирована концом XVI — началом XVII века. По преданию, это копия чудотворной статуи, уничтоженной гугенотами в 1562 году. Её жреческий, иноземный стиль, бывший в моде в конце XVI столетия, напоминает романский период. Все оконные витражи датированы XIX и XX веками. Орган хора выполнен в конце XIX века, тогда как большой орган установлен в 1996 году.

## Скульптурные украшения на западном фасаде

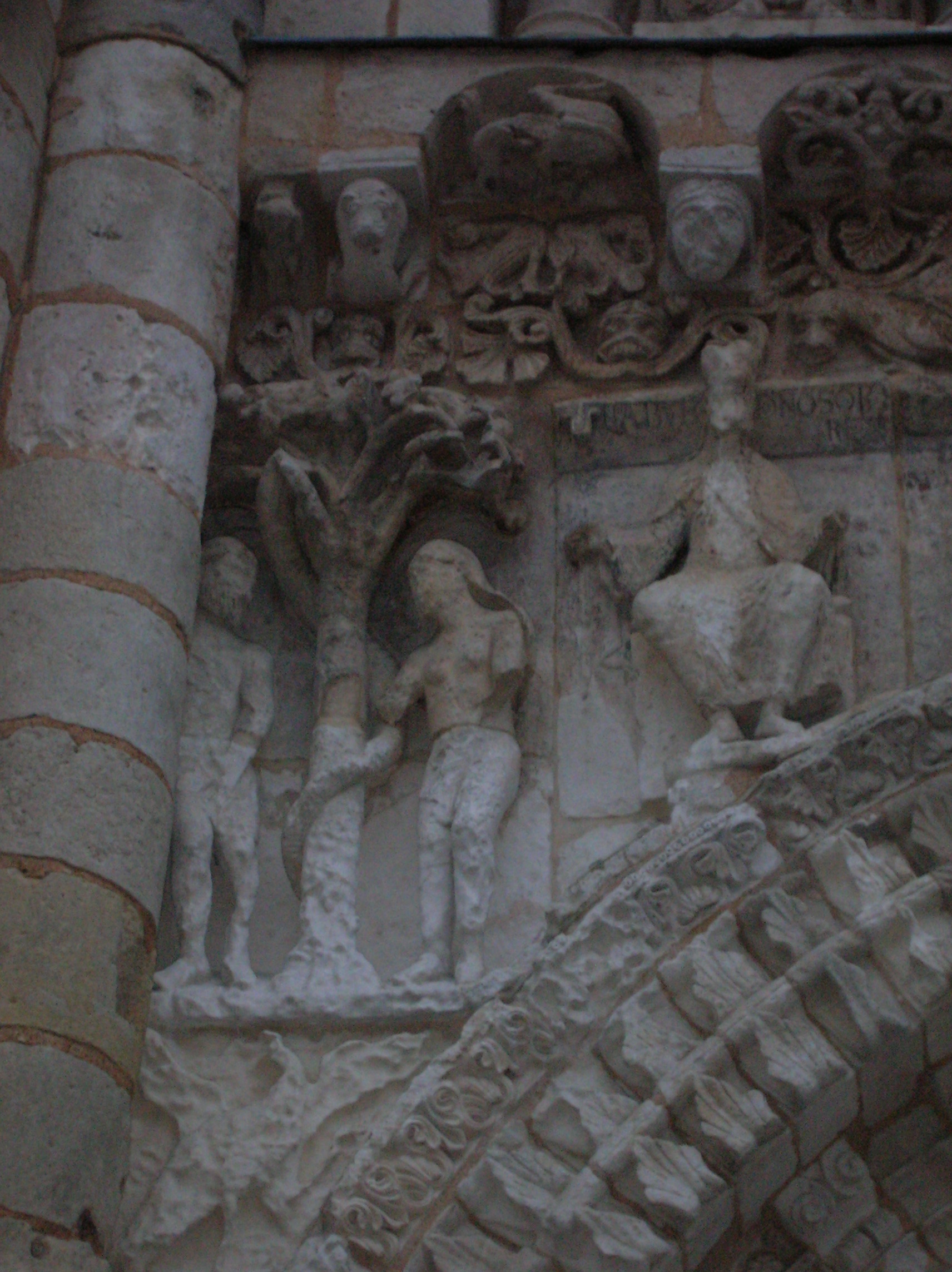
Фрагмент фриза, где изображены Адам, Ева и Навуходоносор II

Над входной дверью можно видеть групповой горельеф с изображениями Адама, Евы и Навуходоносора II — здесь иллюстрированы эпизоды из Библии. Избранные сцены, взятые из Ветхого и Нового Заветов, рассказывают о Благовещении и Воплощении Господа на земле в лице Иисуса для спасения человечества. Слева направо можно видеть сцену первородного греха, вавилонского царя Навуходоносора, пророков Даниила, Моисея, Исайю и Иеремию. Выше, над аркадами установлены статуи двенадцати апостолов и двух епископов. В соответствии с местной традицией епископами считаются Святой Иларий из Пуатье и Святой Мартен из Тура. Искусствоведы не находят в этих фигурах портретного сходства и считают епископов преемниками апостолов; поэтому их и установили на одном уровне. И наконец, ещё выше находится представление Второго Пришествия Христа (или Судный день) — Иисус показан вертикально стоящим в мандорле в окружении Херувимов, Солнца и Луны.

В 1562 году при разграблении Пуатье гугеноты разбили головы у фигур, поскольку считали их еретиками. В XVII веке в результате деятельности торговцев солью, чьи цеха располагались напротив фасада, произошло повреждение известкового камня статуй. 

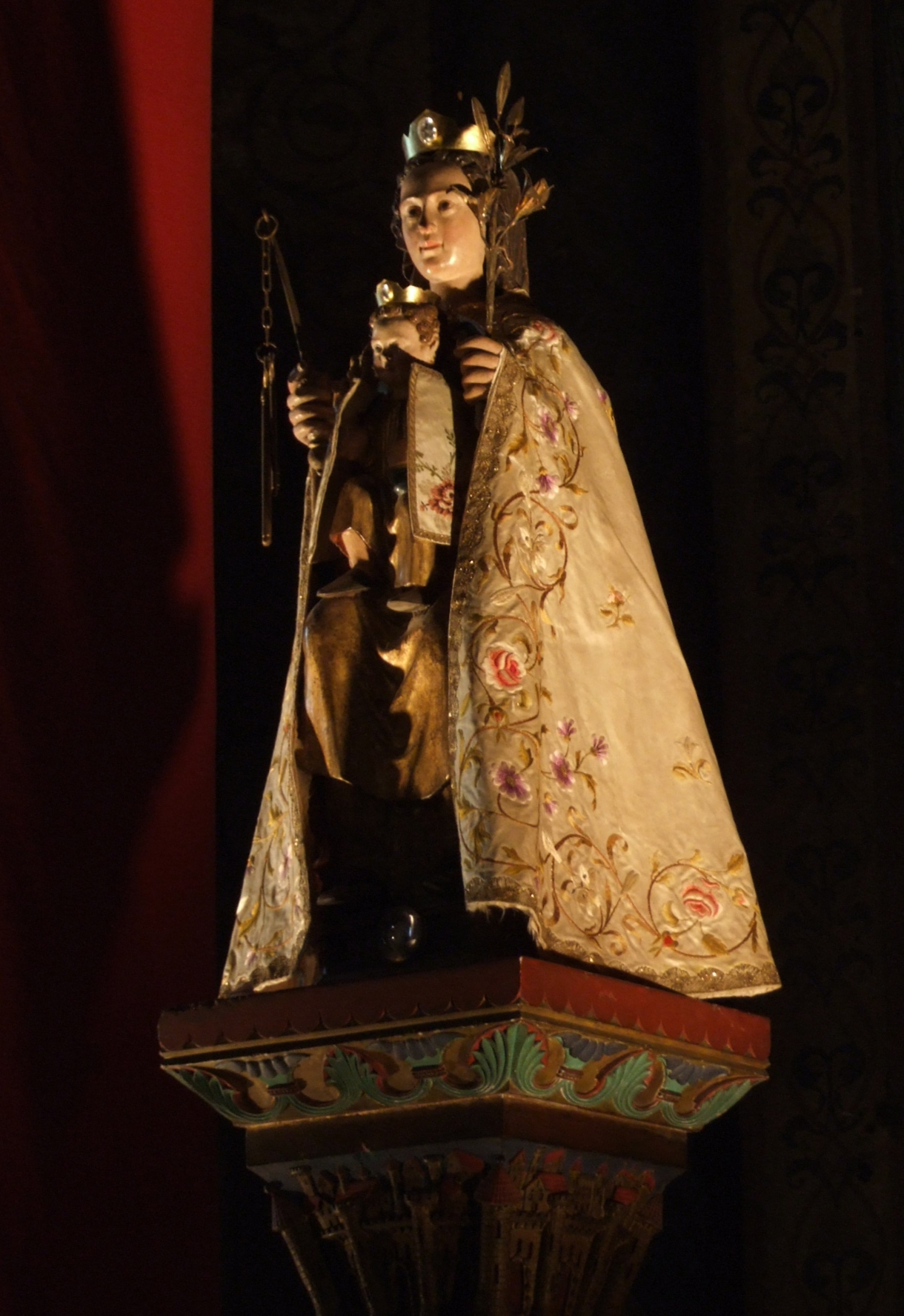
Скульптура Девы Марии, держащей городские ключи

Обширный реставрационный проект был начат в 1992 году. Камни были очищены в лабораторных условиях и установлены обратно на свои места. Торжественная церемония открытия восстановленного фасада произошла в 1995 году. По этому поводу художественная мастерская Skertzò создала спектакль разноцветных проекций, иллюминирующих фасад церкви по вечерам.
В июне 2012 года был зафиксирован акт вандализма, когда неустановленные лица разбили голову у статуи «la Parentèle» на фасаде церкви.

## Легенда о чуде с ключами
В 1202 году город Пуатье был осаждён англичанами. Чиновник городской администрации обещал сдать город англичанам на Пасху, передав им ключи от города в обмен на крупную сумму денег. Ночью чиновник пробрался в комнату мэрии чтобы выкрасть ключи, но не нашёл ключей на своём месте. Городской глава также узнал о пропаже ключей и предположил, что готовится предательство. Он сдержал своих солдат и зашёл в церковь Нотр-Дам-ля-Гранд помолиться о чуде. Там он увидел статую Девы Марии, в руках которой висели ключи. В эту ночь англичане, осаждавшие город, увидели возле городских укреплений Деву Марию, Святого Илария и Святую Радегунду; напуганные, они частью сбежали, частью поубивали друг друга. Это событие запечатлено в храме на витражном окне работы XIX века и на столе XVII века. В церкви Святого Илария в Пуатье хранятся три каменные статуи (Дева Мария с ребёнком, Святой Иларий и Святая Радегунда), которые прежде украшали городские ворота близ места, где свершилось чудо.
Самое древнее упоминание этой легенды можно найти в Летописях Аквитании Жана Буше. Эта легенда стала весьма популярной, особенно после прибытия адмирала Гаспара Колиньи в 1569 году. Вплоть до 1887 года горожане Пуатье отмечали эту чудесную защиту, проходя торжественной процессией через город. В XIX веке статую Девы Марии, держащей ключи, установили в центре алтаря церкви.